# Anguilla
Anguilla [æŋˈɡwɪlə] – terytorium zamorskie Wielkiej Brytanii na Morzu Karaibskim w archipelagu Wysp Nawietrznych (Małe Antyle). Składa się z wysp Anguilla (88 km²), Sombero (5 km²) oraz kilku mniejszych. Najbliższym obcym terytorium jest oddalona o około 7 km na południe wyspa Sint Maarten/Saint-Martin należąca po części do Francji i Holandii.

## Ustrój polityczny
Anguilla jest terytorium zamorskim Wielkiej Brytanii (overseas territory of the United Kingdom) o szerokiej autonomii wewnętrznej. Posiada własny jednoizbowy parlament – Izbę Zgromadzenia (House of Assembly), w której zasiada 11 osób, w tym 7 wybieranych w wyborach powszechnych. Przedstawicielem egzekutywy jest Rada Wykonawcza (Executive Council), której 2/3 składu wybierane jest spośród członków Izby Zgromadzenia przez gubernatora, który z kolei desygnowany jest na swoje stanowisko przez monarchę brytyjskiego.

## Geografia
Anguilla zbudowana jest z wapieni koralowych. Ukształtowanie pionowe pozbawione jest różnorodności. Przeważają płaskie niziny. Najwyższym wzniesieniem jest Crocus Hill (65 m n.p.m.). Na wyspie panuje klimat równikowy wilgotny modelowany przez pasat północno-wschodni.

## Historia
Wyspa została odkryta w 1493 przez Krzysztofa Kolumba. Ze względu na kształt otrzymała łacińską nazwę Anguilla, czyli węgorz. Od 1650 kolonia angielska. Od 1882 do 1967 (a formalnie do 1980) administrowana razem z wyspami Saint Kitts i Nevis. Po utworzeniu przez Brytyjczyków 27 lutego 1967 Stowarzyszonego Państwa Saint Kitts-Nevis-Anguilla doszło do gwałtownych demonstracji ludności, rozbrojono kilkunastoosobowy oddział policji i zmuszono go do opuszczenia wyspy. Przeprowadzono referendum w sprawie oddzielenia się od St. Kitts i Nevis i 12 lipca 1967 roku przywódca ruchu separatystycznego Peter Adams, proklamował niepodległość wyspy. W dniu 6 lutego 1969 proklamowano republikę, ale już 19 marca armia brytyjska dokonała inwazji i przywrócono stan jaki istniał przed rebelią. 10 lutego 1976 wyspa otrzymała autonomię, a od 19 grudnia 1980 jest samodzielną dependencją zarządzaną przez gubernatora i posiada własny rząd.

## Demografia
Czarnoskórzy stanowią 90,1% populacji, rasy mieszane (głównie Mulaci) 4,6%, biali 3,7% a pozostali 1,5%.

## Gospodarka
Głównymi produktami eksportowymi są homary i sól.
Od 2022 roku, w związku z szybkim rozwojem sztucznej inteligencji, znaczącym źródłem dochodów Anguilli stały się wpływy z rejestracji domeny internetowej .ai. 

### Religie
Struktura religijna kraju w 2015 roku, według The Association of Religion Data Archives:
- protestanci – 77% (głównie: anglikanie, metodyści, zielonoświątkowcy, adwentyści dnia siódmego i baptyści[6]),
- katolicy – 6,9%,  Osobny artykuł: Diecezja Saint John’s – Basseterre.
- brak religii – 3,8%,
- świadkowie Jehowy – 1,1%[6],  Osobny artykuł: Świadkowie Jehowy na Anguilli.
- bahaiści – 1%,
- hinduiści – 0,4%,
- muzułmanie – 0,3%,
- żydzi – 0,1%,
- inne religie – 0,5%,
- nieokreśleni – 9%.

## Emisja gazów cieplarnianych
Emisja równoważnika dwutlenku węgla z Anguilli wyniosła w 1990 roku 0,008 Mt, z czego 0,006 Mt stanowiła emisja dwutlenku węgla. W przeliczeniu na mieszkańca emisja wyniosła wówczas 734 kg dwutlenku węgla, a w przeliczeniu na 1000 dolarów PKB 32 kg. Od tego czasu emisje rosną w nieregularnym tempie, z przejściowymi spadkami. Głównym źródłem emisji przez cały czas był transport. W 2018 emisja dwutlenku węgla pochodzenia kopalnego wyniosła 0,029 Mt, a w przeliczeniu na mieszkańca 1,897 t i w przeliczeniu na 1000 dolarów PKB 87 kg.